# Riccia dalslandica
Riccia dalslandica là một loài rêu trong họ Ricciaceae. Loài này được S.W. Arnell mô tả khoa học đầu tiên năm 1956.